# Kotowice (województwo mazowieckie)
Kotowice – wieś sołecka w Polsce położona w województwie mazowieckim, w powiecie pruszkowskim, w gminie Brwinów.
Wieś szlachecka położona była w drugiej połowie XVI wieku w powiecie błońskim ziemi warszawskiej województwa mazowieckiego. W latach 1975–1998 miejscowość administracyjnie należała do województwa warszawskiego.
Przez Kotowice przebiega autostrada A2 na odcinku od Strykowa do Konotopy.

## Linki zewnętrzne

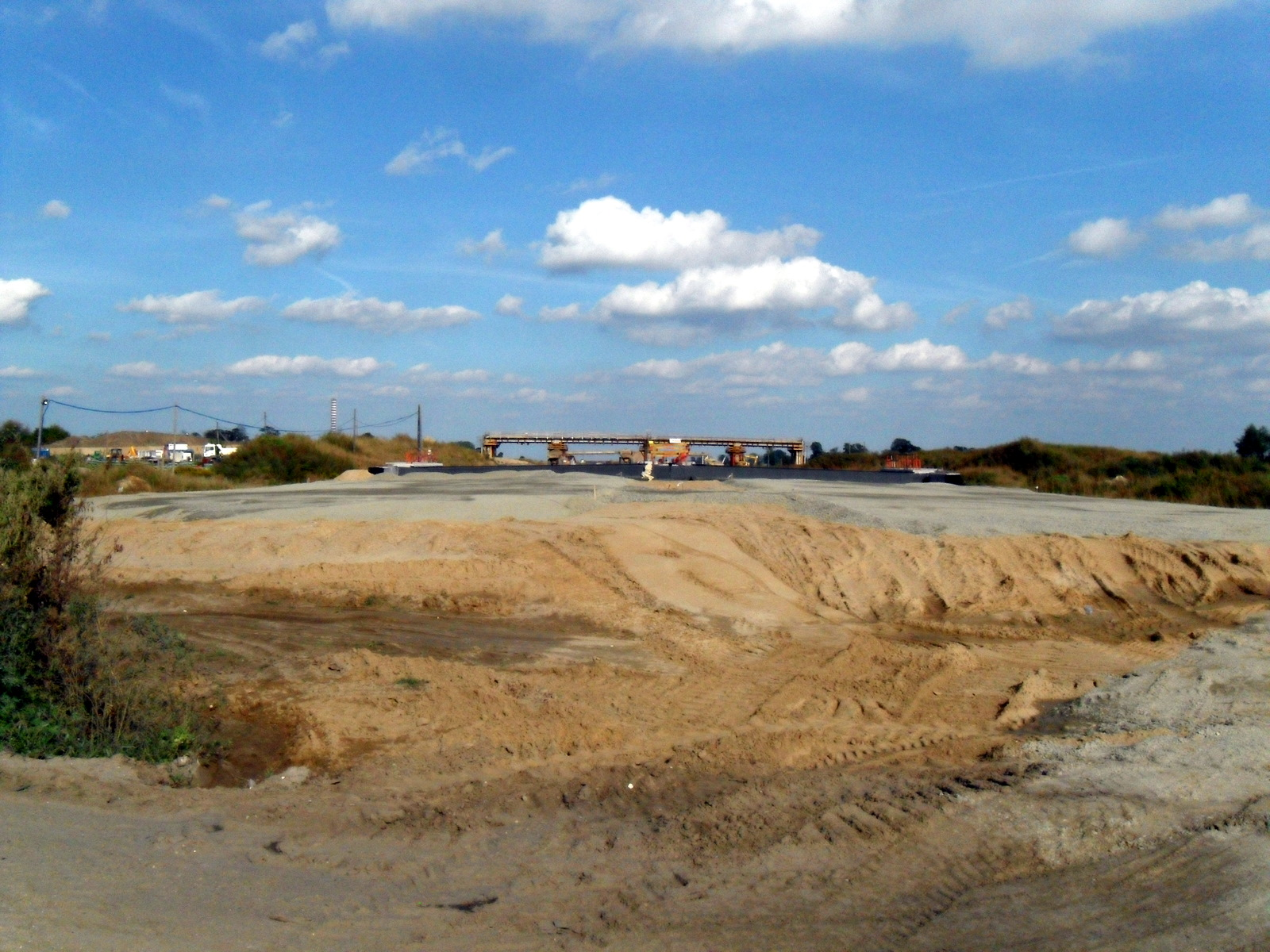
Budowa autostrady A2